# Громадський Роман Борисович
Рома́н Борисович Грома́дський (рос. Роман Борисович Громадский; 18 грудня 1940, Ленінград, РРФСР, СРСР — 28 серпня 2021, Санкт-Петербург, Росія) — радянський та російський актор театру і кіно, театральний педагог. Заслужений артист РРФСР (1977). Народний артист РРФСР (1983).

## Біографія
Народився 18 грудня 1940 року.
Закінчив Ленінградський інститут театру, музики і кінематографії (1966).
Працював у Ленінградському театрі ім. Ленінського комсомолу (нині — Балтійський дім). У 1987—1992 рр. працював в Театрі імені Ленсовєта. У 1992 році повернувся в театр «Балтійський дім», в якому служив до останніх днів життя.
В кіно дебютував у 1966 р. (фільми: «Коло», «Сніг серед літа», «Антрацит», «Право на стрибок», «Сибірячка», «Романс про закоханих» («Альбатрос») та ін.). Знімався в кінострічках українських кіностудій.
З 1994 року викладав у Санкт-Петербурзькому гуманітарному університеті профспілок, протягом п'яти років займав пост декана факультету мистецтв СПбГУП, потім був призначений радником ректора університету. Почесний декан факультету мистецтв СПбГУП, Почесний професор СПбГУП.
Помер 28 серпня 2021 року в Санкт-Петербурзі на 81-му році життя від інсульту. Церемонія прощання з актором пройшла 31 серпня на Великій сцені театру «Балтійський дім».

## Фільмографія
- «Два квитки на денний сеанс» (1966, співробітник ОБХСС)
- «Зелена карета» (1967, гусар)
- «День сонця і дощу» (1967, епізод)
- «Сніг серед літа» (1967, Федір)
- «П'ятеро з неба» (1969, рядовий Роман Супрунов, «Ромашка», колишній боксер)
- «Балада про Берінга і його друзів» (1970, Феофан Прокопович)
- «Двадцять сьомий неповний» (1970, фільм-спектакль; міліціонер)
- «Сум'яття» (1970, Володимир Мурін, побіжний народоволець)
- «Три роки» (1970, фільм-спектакль; епізод)
- «Червона заметіль» (1970, епізод)
- «Король Лір» (1971, служник герцога Корнвельського)
- «Море нашої надії» (1971, Андрій Петрович Гринько, капітан (головна роль); Одеська кіностудія)
- «Антрацит» (1971, Геннадій Глуховський, бригадир шахтарів)
- «Сибірячка» (1972, Олексій Бокарєв)
- «Коло» (1972, водолаз-контрабандист Міша, коханець Ольги)
- «Право на стрибок» (1972, Сергій Княжин)
- «Заметіль» (1972, фільм-спектакль; гусар)
- «Цемент» (1973, Гліб Чумалов)
- «Романс про закоханих» (1974, прапорщик Соловйов Іван Петрович («Альбатрос»); реж. А. Кончаловський)
- «Засуджені душі» (1975, Джордж Уїнкі; Болгарія)
- «Любі мої» (1975, Віктор, чоловік Ліди; Одеська кіностудія)
- «Скарб» (1975, Карім Тімбіков)
- «Пам'ять» (1975, полковник)
- «Свято печеної картоплі» (1976, Захар; Кіностудія ім. О. Довженка)
- «Як зайчик літав на повітряних кульках» (1976, фільм-спектакль)
- «Олександра» (1976, фільм-спектакль; Вереніцин)
- «Звичайний місяць» (1976, Павло Єгорович Альохін, бригадир «почесної бригади»)
- «Якщо я полюблю» (1976, Сергій Миколайович, інженер-геолог, начальник партії)
- «Світло любові» (1976)
- «Сьогодні польоти, завтра польоти» (1976, короткометражний; папа Вари, льотчик)
- «Суворе чоловіче життя» (1977, Лев Георгійович Мабикін)
- «Безприданниця» (1977, фільм-спектакль; Паратов)
- «Блокада» (1974—1977, Кузнецов Олексій Олександрович)
- «Відкрита книга» (1977, Рєпнін)
- «Перші радощі» (1977, Мефодій )
- «Переїзд» (1977, короткометражний)
- «Однофамілець» (1978, інженер-будівельник)
- «Сіль землі» (1978, бригадир)
- «Людина змінює шкіру» (1979, Морозов)
- «Вечірній варіант» (1980, Віктор)
- «Велика-мала війна» (1980, Бочаров)
- «У поті чола свого» (1980, фільм-спектакль; перший секретар обкому)
- «У стремені скаженої річки» (1980, Гонгарук)
- «Особисте життя директора» (1981, Андрій Колобаєв, секретар міськкому партії)
- «Контакт» (1981, Федоров)
- «Прощавай, Швамбранию!» (1980, фільм-спектакль)
- «Тут твій фронт» (1983, головний технолог)
- «Вогнем і кров'ю» (1983, фільм-спектакль)
- «Смарагдовий кросворд» (1985, фільм-спектакль)
- «Подвиг Одеси» (1985, Софронов; Одеська кіностудія)
- «Прийдешньому віку» (1985, Дондуков)
- «Революцією покликаний» (1986, фільм-спектакль)
- «Казка за казкою» (1987, фільм-спектакль; падишах)
- «Вбивця» (1990, Ернст Дюкін)
- «Готель „Едем“» (1991, директор готелю)
- «Цирк згорів, і клоуни розбіглися» (1997)
- «Царевич Олексій» (1997, епізод)
- «Імперія під ударом» (2000, т/с, Михайло Єгорович Стренден, начальник жіночої пересильної в'язниці)
- «Ключі від смерті» (2001, Блумов)
- «Чорний ворон» (2001—2004, т/с, заступник Голови Держкіно)
- «Щоденник камікадзе» (2002, батько Лариси)
- «Челябумбія» (2002, Васильович, пасажир у вагоні-ресторані)
- «Удачі тобі, сищику» (2003, батько Гурова)
- «Іванов і Рабинович» (2004, мільйонер)
- «Ментовські війни-1» (2004, т/с, Максим Вікторович Герасимов, начальник ГУВС, генерал)
- «Таємниці слідства-4» (2004, т/с, Віктор Євгенович Кумачев, кримінальний авторитет)
- «Ментовські війни-2» (2005, т/с, Максим Вікторович Герасимов, начальник ГУВС, генерал)
- «Ріелтор» (2005, т/с, гість на весіллі)
- «Двоє зі скриньки» (2006, Георгій Георгійович Мещерский („Дід“), генерал міліції у відставці)
- «Ментовські війни-3» (2006, т/с, Максим Вікторович Герасимов, начальник ГУВС, генерал)
- «Секретні доручення» (2006, Павло Кононов, компаньйон Курлова-старшого)
- «Шекспіру і не снилося» (2007, епізод)
- «Поховайте мене за плінтусом» (2008, фільм-спектакль; Семен Михайлович, дідусь Сашка)
- «Двоє зі скриньки 2» (2008, Георгій Георгійович Мещерский („Дід“), генерал міліції у відставці)
- «Сонька — Золота Ручка» (2007, т/с, градоначальник)
- «Ментовські війни-4» (2008, т/с, Максим Вікторович Герасимов, начальник ГУВС, генерал)
- «Підсадний» (2010, Дмитро Миколайович)
- «Остання зустріч» (2010, Макарич, начальник ВК машинобудівного заводу)
- «Ментовські війни-5, 6, 7» (2010—2012, т/с, Максим Вікторович Герасимов)
- «Сімейний альбом» (2015, майор держбезпеки)
- «Останнє прохання» (2018, короткометражний; Микола Миколайович)